# 中国共产党地方组织
中国共产党地方组织，是中国共产党对各地方工作进行领导的组织机构，包括各地方的代表大会及由其产生的委员会、纪律检查委员会。各地方组织在《中国共产党章程》中称为党的地方组织，其中对地方组织的地位、职权和任务作了规定。

## 创立初期（1921年－1927年）
1921年7月，中国共产党成立。1921年11月，中国共产党中央委员会通知上海、北京、广州、武汉、长沙分别成立“区执行委员会”。1922年7月，在中共二大上通过了《关于共产党的组织章程决议案》和《中国共产党章程》，其中规定：如果一个地区有两个支部以上，可组织成立地方执行委员会；各地区有两个地方执行委员会以上，可组织成立区执行委员会。直至1927年中共五大召开时，中央直属地方组织共有湖南、湖北、上海、广东、北方、山东、江西、豫区、陕甘9个区执委；福州、大连、北满、安徽、重庆5个地执委；奉天、芜湖、六安、南陵5个特别支部；濉溪、寿县堰口集支部。1927年中共五大修订的党章，撤销了各区执委、地执委的建制。
在此时期，中共中央直属的地方组织包括：
北方区
- 中共北京地委→中共北京地执委→中共北京区执委兼中共北京地执委→中共北方区执委（1921年8月－1927年4月）
- 中共济南地方支部→中共济南地执委→中共山东地执委→中共山东区执委（1922年7月－1927年6月）
- 中共豫陕区执委→中共豫区执委（1925年10月－1927年6月）
- 陕西党团联席会议→中共陕甘区执委（1926年12月－1927年7月）
- 中共北满地执委、中共大连地执委→中共大连市委、中共奉天特支→中共奉天市委（1926年10月－1927年10月）

沪江浙皖区
- 中共上海地委→中共上海地执委兼中共上海区执委→中共上海地执委→中共上海区执委（1921年12月－1927年6月）
- 中共南京地执委（1924年4月－1927年）
- 中共中央直属浙江各支部
  - 杭州支部（1924年4月－1925年8月）
  - 温州独立支部（1924年12月－1925年8月）
  - 绍兴支部（1924年4月－1925年1月）
- 中共中央直属安徽各支部（特支）、安徽地执委
  - 安庆支部（1923年冬－1924年3月）
  - 安庆特支→安徽地执委（1926年1月－1927年5月）
  - 安徽其他支部（特支）

湘赣区
- 中共湖南支部→中共湘区执委→中共湖南区执委（1921年10月－1927年5月）
- 中共南昌支部→中共江西地执委→中共江西区执委（1924年5月－1927年5月）

鄂川区
- 中共武汉地委→中共武汉区执委、中共汉口地执委、中共武昌地执委、中共武汉地执委→中共湖北地执委→中共湖北区执委（1921年秋－1927年5月）
- 中共中央直属重庆支部、綦江支部、宜宾特支，中共重庆地执委（1926年2月－1927年4月）

粤桂闽滇区
- 中共广东支部→中共广东区执委→中共广州地执委→中共广东区执委→中共广东特委（1921年8月－1927年7月）
- 中共中央直属莆田党团支部、莆田支部，中共福州地执委（1926年4月－1927年4月）

旅外组织
- 中共旅莫支部→中共旅莫地执委→中共旅莫支部（1921年12月－1926年夏）
- 中共旅欧支部（1921年－1927年）

## 第一次国共内战时期（1927年－1937年）
1927年中共五大党章对地方组织的建制进行了调整，此后中共地方组织形成了省委、市或县委、区委的建制。1928年中共六大又新增了“特别区”一级，包括几县或省之一部分。党章分为城乡区的组织、县或市的组织、省之组织三章，对各级地方组织的地位、职权和任务作了规定。至1937年7月抗日战争爆发前，省委或省工委组织在陕甘宁革命根据地有中共陕北、陕甘宁省委，在国民党统治区有中共河北、山东、陕西省委，山西、绥远、河南、广西省工委，云南临时工委，山西公开工委等。
在此时期，中共中央、中央局直属的地方组织包括：
中央及湘赣、湘鄂赣、闽浙赣、左右江革命根据地
- 中共闽粤赣特区委→中共闽粤赣省委→中共福建省委（1930年12月－1935年4月）
- 江西省行委→中共赣西南特区委和赣东、赣南、永吉泰特委，中共江西省委（1930年10月－1935年5月）
- 中共闽赣省委（1933年4月－1935年5月）
- 中共粤赣省委（1933年8月－1934年10月）
- 中共赣南省委（1934年7月－1935年3月）
- 中共湘赣省委（1931年8月－1937年12月）
- 中共湘鄂赣特区委→中共湘鄂赣省委（1931年3月－1937年12月）
- 闽西军政委员会→闽西南军政委员会→中共闽西南特委（1935年3月－1937年10月）
- 中共闽东特委（1934年6月－1935年10月；1936年9月－1938年1月）
- 中共闽粤边、瑞西、赣粤边、闽中特委（1934年5月－1938年1月）
- 中共赣东北特区委→中共赣东北省委→中共闽浙赣省委→中共皖浙赣省委（1930年7月－1937年2月）
- 中共闽北分区委→中共闽赣省委（1935年1月－1938年1月）
- 中共闽浙边临时省委（1935年10月－1937年7月）
- 中共广西前委→中共红七军前委（1929年10月－1932年12月）

湘鄂西、湘鄂川黔革命根据地
- 中共湘鄂西特委、中共湘鄂西省委（1930年9月－1933年12月）
- 中共鄂豫边特委→中共鄂豫边省委→中共鄂豫边工委→中共鄂豫边省委（1930年10月－1937年12月）
- 中共湘鄂川黔省委（1934年11月－1936年2月）
- 中共川滇黔省委（1936年2月－3月）

鄂豫皖、川陕及鄂豫陕革命根据地
- 中共鄂豫皖边特区委→中共鄂豫边特区委→中共鄂东北特区委→中共鄂豫皖特区委（1930年2月－1931年5月）
- 中共鄂豫皖临时省委→中共鄂豫皖省委（1931年5月－1934年12月）
- 中共鄂东北、皖西北道委（1934年11月－1937年7月）
- 中共川陕省委（1933年2月－1935年7月）
- 中共鄂豫陕省委（1934年12月－1935年9月）
- 中共鄂豫陕（陕南）特委（1935年9月－1937年8月）

长征途中所建省委、特委
- 中共川康省委（1935年7月－11月）
- 中共大金省委→中共金川省委（1935年10月－1936年7月）
- 中共四川省委（1935年11月－1936年2月）
- 中共川康省委（1936年4月－7月）
- 中共甘陕川省工委（1936年9月－10月）
- 中共甘肃省工委（1936年9月－10月）
- 中共川南→川滇黔边、川陕边特委（1935年2月－1940年春）

陕甘宁革命根据地
- 中共陕北特委（1933年3月－1935年2月）
- 中共陕甘边特委（1933年3月－1935年2月）
- 中共西北工委→中共陕甘晋省委（1935年2月－11月）
- 中共陕北省委（1935年11月－1937年7月）
- 中共陕甘省委（1935年11月－1936年5月）
- 中共陕甘宁省委（1936年5月－1937年9月）
- 中共陕甘省委（1936年12月－1937年4月）
- 中共神府特区委、甘州中心县委（1936年1月－3月、1937年2月－11月）

国民政府统治南方地区
- 中共湖南省委→中共湖南省工委→中共长沙中心市委（1927年5月－1932年12月）
- 中共安徽临时省委→中共安徽省委→中共安徽省临时工委（1927年5月－12月；1928年3月－1929年5月；1931年2月－6月）
- 中共江苏省委（兼上海市委）→中共江南省委→中共江苏省委（1927年6月－1937年9月）
- 中共江西省委（1927年8月－1930年5月）
- 中共浙江省委、中共浙江工委（1927年6月－1929年4月；1933年1月－3月）
- 中共四川省委（1927年8月－1935年6月）
- 中共湖北省委（1927年7月－1930年8月）
- 中共广东省委→中共两广省委→中共两广工委→中共香港工委（1927年8月－1934年9月）
- 中共福建省委→中共福建临时省委（1927年12月－1931年7月；1934年1月－4月）
- 中共云南省临委→中共云南省特委→中共云南省临委→中共云南省委、中共滇黔桂边临委、中共云南临时工委（1927年12月－1930年12月；1935年11月－1938年8月）
- 中共广西省委、中共广西省工委（1928年9月－1929年4月；1936年11月－1937年7月）
- 中共贵州省工委（1935年1月－1937年6月）
- 中共中央北方局南方临时工委（1936年9月－1937年9月）
- 中共中央、中央局直属南方地区各特（市、中心县）委
  - 云南特委（1927年7月－12月）
  - 闽南临委（1927年8月－12月）
  - 闽北临委（1927年8月－12月）
  - 福州中心市委（1931年7月－1934年4月）
  - 厦门中心市委（1931年7月－1936年4月）
  - 芜湖中心县委（1929年5月－1930年6月；1931年6月－1932年3月）
  - 安庆中心县委（1929年6月－1930年8月）
  - 六安中心县委（1929年10月－1931年1月）
  - 皖西北中心县委（1931年8月－1932年7月）
  - 皖北（寿县）中心县委（1932年7月－1934年10月）
  - 皖西（合肥）中心县委（1932年7月－1934年10月）
  - 皖西北中心县委→皖西北特委（1934年10月－1937年8月）
  - 皖豫边区中心县委（1934年8月－11月）
  - 杭州中心市委→杭州市委（1929年4月－12月；1930年3月－8月）
  - 永嘉中心县委→浙南特委→温州中心县委（1929年4月－1930年8月；1931年1月－12月）
  - 台州中心县委→台州中心区委→台州中心县委（1929年5月－1930年6月；1931年5月－12月）
  - 永康中心县委（1929年8月－1930年6月；1932年10月－1933年1月）
  - 建德中心县委（1930年上半年－7月）
  - 东阳中心县委（1933年秋－1935年10月）
  - 武汉市委→武汉工委（1930年9月－1932年10月）
  - 鄂北区特委（1927年8月－9月）
  - 鄂西区特委（1928年12月－1929年9月）
  - 鄂南中心县委（1929年6月－1930年7月）
  - 琼崖特委（1934年9月－1936年9月）
  - 东江特委（1934年9月－1935年夏）
  - （上海）临时工委（1935年1月－1937年7月）
  - 浙南临时革委会→浙南党委（1936年5月－1937年3月）
  - 阜阳、徽州、皖南、湖州、汉川中心县委或工委（1929年5月－1935年4月）
  - 广西地执委、广西特委、郁江特委筹委（1927年5月－10月；1930年8月－1931年3月；1935年11月－1936年11月）

国民政府统治北方地区
- 中共顺直省委→中共河北省委（1927年5月－1937年7月）
- 中共山西省委、中共山西特委→中共太原工委→中共山西工委（1927年5月－1929年3月；1930年10月－12月；1933年5月－1937年7月）
- 中共陕西省委→陕西党团工委→中共西安中心市委、中共陕西省委（1927年5月－1930年12月；1931年5月－1934年12月；1935年8月－1937年7月）
- 中共河南省委→中共河南省工委（1927年6月－1929年4月；1930年1月－1932年9月；1933年1月－1934年12月；1936年7月－1937年7月）
- 中共山东省委→中共山东省工委→中共山东省委（1927年6月－1937年7月）
- 中共绥远省工委（1936年7月－1938年5月）
- 中共满洲省委（1927年10月－1936年6月）
- 中共南满省委（1936年7月－1937年7月）
- 中共北满临时省委（1936年9月－1937年7月）
- 中共吉东省委（1937年3月－7月）
- 中共中央及中央局、中央代表团、东征红军党委直属北方地区各特（市、中心县）委或工委、地区特支
  - 中共中央直属特（市）委或工委、地区特支、中心县委
    - 磁县县委→磁县中心委（1929年冬－12月）
    - 内蒙古临特支（1928年8月－1932年9月）
    - 内蒙古特委（1932年9月－1933年5月）
    - 蒙古工委（1936年6月－10月）
    - 西北特支（1936年春－12月）
    - 卫辉中心县委（1929年4月－12月）
    - 开封中心市委（1929年4月－1930年2月）
    - 郑州中心市委（1929年9月－1930年2月）
    - 信阳中心县委（1929年5月－1930年4月）

  - 中共上海中央局直属工委
    - 鲁东工委（1934年4月→秋）

  - 中共中央北方局直属中心县（市）委及地区工委
    - 莱阳中心县委（1933年7月－9月）
    - 南阳县委→南阳中心县委（1934年12月－1936年12月）
    - 宛属工整委（1936年9月－1937年2月）
    - 烟台工委→烟台市委（1936年6月－11月）
    - （内蒙古）垦区工委（1936年秋－1937年10月）

  - 中共驻共产国际代表团直属特委、工委
    - 西蒙工委（1929年7月－1937年2月）
    - 西北特委（1931年7月－1933年8月）
    - 哈尔滨特委（1936年1月－1937年4月）
    - 下江（乌苏里江）特委（1936年3月－1937年2月）
    - 道北特委（1936年7月－12月）
    - 道南特委（1936年9月－1937年3月）

  - 人民红军抗日先锋军党委所属工委
    - 山西河东工委（1936年3月－11月）
    - 中阳工委（1936年2月－5月）

## 抗日战争时期（1937年－1945年）
自1937年七七事变前夕至1945年抗日战争结束，这一时期中国共产党地方组织的规模有了很大的发展，省（区）委由17个增至30多个，地、县委遍布中国大部分地区。
在此时期，中共中央、中央局、中央分局直属的地方组织包括：
西北地区
- 中共陕甘宁特区委→陕甘宁边区委→中共陕甘宁特区委→中共陕甘宁边区委（1937年5月－1940年9月）
- 中共陕甘宁边区中央局、中共中央西北局直属地（特、分区）委
  - 陕甘宁边区延属地委（1943年1月－1945年8月）
  - 陕甘宁边区陇东分区特委→陕甘宁边区陇东地委（1940年10月－1945年8月）
  - 陕甘宁边区三边分区委→陕甘宁边区三边地委（1940年10月－1945年8月）
  - 陕甘宁边区神府分区委（1940年10月－1945年2月）
  - 陕甘宁边区关中分区委→陕甘宁边区关中地委（1940年10月－1941年4月；1943年1月－1945年8月）
  - 陕甘宁边区洛川特委→陕甘宁边区洛川工委（1940年10月－1943年3月）
  - 陕甘宁边区绥德特委→陕甘宁边区绥德地委（1940年10月－1945年8月）
  - 陕甘宁边区伊克昭盟工委（1940年10月－1941年4月；1945年2月－8月）
- 中共陕西省委（1937年7月－1943年1月）
- 中共甘肃省工委（1937年10月－1941年11月）
- 中共陇东特区委、中共甘宁工委（1937年7月－1938年春；1942年10月－1943年夏）
- 中共宁夏省工委（1937年10月－1940年4月）

晋绥地区
- 中共山西工委→中共山西省委（1937年7月－1938年5月）
- 中共山西公开工委（1936年10月－1940年初）
- 中共晋西省委（1938年2月－5月）
- 中共晋西南省委→中共晋西南区委（1938年5月－1940年2月）
- 中共晋西北工委→中共晋西北临时省委→中共晋西北省委→中共晋西北区委（1937年10月－1940年2月）
- 中共晋西区委（1940年2月－1942年8月）
- 中共晋西北区委、中共中央晋绥分局直属西北区各地委（1942年8月－1945年8月）
- 中共晋西南工委、中共沿黄河工委（地委）（1942年8月－1945年8月）
- 中共绥远省委→中共晋绥边区委→中共绥察边区委→中共塞北区工委→中共绥蒙区委（1938年11月－1945年8月）
- 中共中央北方局直属晋绥地区各特委、工委
  - 正太铁路工委（1937年7月－11月）
  - 正太铁路沿线特委（1937年7月－11月）
  - 晋中特委（1937年11月）
  - 曲沃特委（1937年11月－1938年3月）

晋察冀地区
- 中共河北省委（1937年7月－1938年10月）
- 中共平汉线省委（1937年7月－10月）
- 中共平津唐点线工委（1938年9月－1942年2月）
- 中共晋察冀省委→中共晋察冀边区委→中共北岳区委→中共北岳区工委（1937年9月－1944年9月）
- 中共冀晋区委（1944年9月－1945年8月）
- 中共冀察区委（1944年9月－1945年11月）
- 中共保属省委、中共冀中省委→中共冀中区委→中共冀中区工委→中共冀中区委（1937年10月－1945年8月）
- 中共冀热察区委（1939年1月－1942年2月）
- 中共冀热边特委→中共冀热辽区委（1943年7月－1945年12月）
- 中共中央晋察冀分局直属第十三（冀东）地委（1942年3月－1943年7月）

晋冀鲁豫地区
- 中共直鲁豫（晋冀鲁豫）边省工委（1937年11月－1938年3月）
- 中共冀豫晋省委→中共晋冀豫区委（1937年10月－1940年1月）
- 中共晋冀豫区委→中共太行区委（1940年1月－1945年8月）
- 中共太岳区委（1940年1月－1943年1月）
- 中共晋豫区委（1940年1月－4月）
- 中共太南区委（1940年1月－4月）
- 中共太南区委→中共晋豫区委（1940年4月－1943年1月）
- 中共太岳区委（1943年1月－1945年8月）
- 中共冀鲁豫区委（1940年4月－1941年6月）
- 中共冀南（冀鲁豫）省委→中国冀南区委（1938年3月－1944年5月）
- 中共冀鲁豫区委（1941年7月－1944年5月）
- 中共冀鲁豫区工委、中共冀南区工委（1944年5月－1945年10月）

山东地区
- 中共山东省委→中共苏鲁豫皖边区省委（1937年7月－1938年12月）
- 中共（山东）第一（大鲁南）区委（1939年7月－1940年5月）
- 中共鲁南区委（1940年5月－1945年10月）
- 中共鲁中区委（1940年10月－1945年10月）
- 中共滨海区委（1943年4月－1945年10月）
- 中共鲁西（山东第二）区委（1939年1月－1941年7月）
- 中共苏鲁豫（山东第五）区委（1939年5月－1940年11月）
- 中共冀鲁边区委（1941年2月－1944年3月）
- 中共清河区委（1940年10月－1944年3月）
- 中共渤海区委（1944年3月－1945年10月）
- 中共胶东（山东第三）区委（1938年12月－1945年10月）
- 中共中央北方局、山东分局直属山东地区特（地委）

华中地区
- 中共湖北省工委（1937年10月－1939年1月）
- 中共鄂西北区委（1939年2月－1940年8月）
- 中共鄂中区委（1939年2月－12月）
- 中共河南（豫皖苏）省委（1937年9月－1939年1月）
- 中共豫西省委（1938年12月－1939年10月）
- 中共豫南（豫鄂边）省（区）委（1939年1月－10月）
- 中共河南省委（1939年10月－1943年5月）
- 中共安徽省工委（1938年4月－1939年1月）
- 中共鄂豫皖区委（1939年1月－11月）
- 中共皖西省委（1940年2月－5月）
- 中共鄂豫（豫鄂）边区委→中共鄂豫皖湘赣边区委（1939年11月－1945年8月）
- 中共皖鄂赣（皖江）区委（1942年5月－1945年10月）
- 中共河南（豫西）区委（1944年9月－1945年9月）
- 中共湘鄂赣边区临委（1945年5月－7月）
- 中共苏皖区委（1939年12月－1941年5月）
- 中共江南区委→中共苏皖区委→中共苏南区委（1941年5月－1945年8月）
- 中共浙西区委（1945年5月－8月）
- 中共苏浙区委（1945年8月－10月）
- 中共闽浙边临时省委（1937年7月－1938年5月）
- 中共浙江省工委→中共浙江省委（1937年11月－1942年2月）
- 中共浙东区委（1942年7月－1945年11月）
- 中共福建省委（1938年6月－1945年8月）
- 中共苏北区委（1940年9月－1941年3月）
- 中共苏中区委（1941年3月－1945年10月）
- 中共豫皖苏省委→中共豫皖苏边区委（1939年3月－1941年5月）
- 中共苏皖边区委（1939年6月－1941年5月）
- 中共皖东北区委（1941年5月－8月）
- 中共淮北苏皖边（淮北）区委（1941年8月－1945年10月）
- 中共淮海区委（1941年5月－1942年11月）
- 中共盐阜区委（1941年2月－1942年11月）
- 中共苏北区委（1942年11月－1945年10月）
- 中共苏皖省委（1939年4月－1940年1月）
- 中共皖东津浦路东省委→中共皖东津浦路东区委（1940年1月－1943年2月）
- 中共皖东津浦路西省委→中共皖东津浦路西区委（1940年1月－1943年2月）
- 中共淮南苏皖边区委（1943年2月－1945年10月）
- 中共皖南、闽浙赣、闽东、湘鄂赣、皖赣→皖浙赣、赣南、赣东→赣东北、赣北→赣东北特委（1937年7月－1942年4月）
- 中共中央长江沿岸委员会、长江局、东南分局→东南局、中原局、华中局直属华中地区各特（地）委或工委
  - 长江沿岸委员会、长江局、中原局、华中局直属地（市）委或工委
    - 南京市委（1937年9月－11月）
    - 皖中工委（1937年11月－1938年4月）
    - 皖东工委（1938年8月－1939年4月）
    - 豫皖边工委（1938年11月－1939年3月）
    - 巢湖（无为）地委（1941年2月－1942年4月）
    - 鄂皖地委（1941年10月－1942年4月）
    - 南京工委（1944年6月－1945年10月）

  - 东南分局→东南局直属特委或工委
    - 苏南工委→苏南特委（1938年7月－1939年12月）
    - 苏皖特委（1939年7月－12月）
    - 苏北工委→苏北特委（1939年5月－12月）
    - 南昌市临时工委→南昌市委（1938年1月－8月）

华南、西南地区
- 中共湘鄂西区委（1939年3月－1940年8月）
- 中共鄂西、湘鄂边、湘赣特委（1940年8月－1943年9月）
- 中共湖南省特委→中共湖南省工委→中共湖南省委→中共湖南省工委（1937年12月－1945年8月）
- 中共云南省特委→中共云南省工委（1938年8月－1945年8月）
- 中共贵州省工委→中共贵州省临时工委（1938年2月－1943年7月）
- 中共四川省工委（1938年1月－11月）
- 中共川西→川康、川东特委（1938年11月－1945年8月）
- 中共广东省委（1938年4月－1940年12月）
- 中共粤北省委（1940年12月－1942年5月）
- 中共粤南省委（1940年12月－1942年5月）
- 中共广东临时省委（1942年2月－1945年7月）
- 中共广西省工委（1937年7月－1939年7月）
- 中共广西省工委（1940年12月－1945年8月）
- 中共闽粤赣边省委→中共闽西南潮梅特委（1937年10月－1940年11月）
- 中共闽粤边委（1942年2月－1945年8月）
- 中共江西省委（1938年8月－1941年12月）
- 中共川南、川北、上川东、下川东特委（1941年2月－1945年8月）
- 中共中央长江局、南方局及南方工委直属华南、西南地区各特（市）委或工委
  - 琼崖特委（1937年10月－1938年4月；1940年12月－1945年春）
  - 广州市工委（1937年10月－1938年4月）
  - 广州外县工委（1937年12月－1938年4月）
  - 香港市工委→香港市委（1937年7月－1938年4月）
  - 香港海员工委（1937年8月－1938年4月）
  - 闽西特委（1941年1月－1942年2月）
  - 闽南特委（1941年1月－1942年2月）
  - 潮梅特委（1940年12月－1945年8月）
  - 湘南特委（1941年春－8月）
  - 衡阳中心县委（1941年春－1944年6月）
  - 南路特委（1944年7月→冬）
  - 重庆市委（1944年4月－1945年8月）

东北地区
- 中共北满省委（1937年7月－1942年9月）
- 中共吉东省委（1937年7月－1942年9月）
- 中共南满省委（1937年7月－1941年3月）
- 中共东北特支局→中共东北抗联教导旅委员会→中共东北委员会（1942年9月－1945年10月）

## 第二次国共内战时期（1945年－1949年）
1945年中共七大党章修订了中共的组织系统，规定了省/边区/地方党委、县/市委、区委的建制。此后，随着第二次国共内战的进行，地方组织不断进行调整，至1949年9月共有中共省委21个、省（区）工委3个、区党委16个、直辖市委10个、特委或工委6个。
在此时期，中共中央、中央局、中央分局直属的地方组织包括：
西北地区
- 中共中央西北局直属地（特）委、工委
  - 陕甘宁边区延属地委（1945年8月－1949年5月）
  - 陕甘宁边区绥德地委（1945年8月－1949年5月）
  - 陕甘宁边区三边地委（1945年8月－1949年5月）
  - 陕甘宁边区陇东地委（1945年8月－1949年8月）
  - 陕甘宁边区关中地委→陕甘宁边区三原地委（1945年8月－1949年9月）
  - 陕甘宁边区榆横特委（1946年10月－1947年12月）
  - 陕甘宁边区榆林地委（1947年8月－12月；1949年2月－5月）
  - 洛川工委→黄龙特委→陕甘宁边区黄龙地委（1945年8月－1949年5月）
  - 陕甘宁边区西府地委（1948年4月－1949年5月）
  - 陕甘宁边区宝鸡地委（1949年5月－9月）
  - 陕甘宁边区彬县地委（1949年5月－9月）
  - 东府工委→陕甘宁边区东府地委→陕甘宁边区大荔地委（1948年7月－1949年9月）
  - 陕甘宁边区渭华地委→陕甘宁边区渭南地委（1949年3月－9月）
  - 陕甘宁边区咸阳地委（1949年5月－9月）
  - 汉中工委（1945年11月－1949年9月）
  - 伊克昭盟工委及伊东工委、伊西工委、伊克昭盟党委（1945年8月－1949年9月）
  - 晋西工作委员会（1945年8月→冬）
- 中共陕北区委（1949年5月－1950年4月）
- 中共陕西省工委（1946年1月－1947年3月）
- 中共甘肃省工委（1945年9月－1949年7月）
- 中共宁绥工委、中共宁夏工委（1947年1月－1949年9月）

晋绥地区
- 中共吕梁区委（1945年9月－1948年8月）
- 中共雁门区委（1945年9月－1946年11月）
- 中共绥蒙区委（1945年9月－1949年6月）
- 中共临汾工委→中共晋南工委（1948年5月－1949年5月）
- 中共中央晋绥分局直属地委
  - 晋绥边区第一地委（1945年8月－1947年12月；1948年5月－12月）
  - 晋绥边区第二地委→晋绥边区五寨地委（1945年8月－9月；1946年11月－1949年5月）
  - 晋绥边区第三地委→晋绥边区离石地委（1945年8月－9月；1948年8月－1949年5月）
  - 晋绥边区第六地委→晋绥边区雁南地委（1945年8月－9月；1946年11月－1949年5月）
  - 晋绥边区晋南中心地委（1949年6月－9月）
  - 晋绥边区晋西北中心地委（1949年6月－9月）

华北（晋察冀、晋冀鲁豫）地区
- 中共冀晋区委（1945年8月－1947年11月）
- 中共察哈尔省委（1945年11月－1947年11月）
- 中共北岳区委（1947年11月－1949年1月）
- 中共察哈尔省委（1949年1月－9月）
- 中共冀中区委（1945年8月－1949年7月）
- 中共张家口市委（1945年9月－1946年11月）
- 中共石门市委→中共石家庄市委（1947年11月－1949年8月）
- 中共太行区委（1945年8月－1949年8月）
- 中共太岳区委（1945年8月－1949年8月）
- 中共冀南区委（1945年8月－1949年7月）
- 中共冀鲁豫区委（1945年10月－1949年8月）
- 中共晋中区委（1948年8月－1949年2月）
- 中共太原市委（1948年10月－1949年8月）
- 中共邯郸、阳泉市委（1946年3月－1947年11月；1948年7月－1949年1月）
- 中共北平市委、中央局直属北平各系统工委（1945年9月－1949年１月）
- 中共中央晋察冀、华东、南京（上海）局直属天津党组织（1945年11月－1949年1月）

冀察热辽（冀热辽）地区
- 中共冀东区委（1945年12月－1949年7月）
- 中共热河省委（1945年11月－1949年9月）
- 中共热辽区委（1946年7月－10月）
- 中共冀热察区委（1946年10月－1949年1月）

东北、内蒙地区
- 中共辽宁省工委→中共辽宁省分委→中共辽东省委辽宁省分委→中共辽宁省委（1945年10月－1946年4月；1946年5月－1948年7月）
- 中共安东省工委→中共辽东省委安东省分委→中共安东省委（1945年10月－1946年4月；1946年11月－1949年5月）
- 中共辽东省委（1946年1月－12月）
- 中共通化省委（1946年2月－5月）
- 中共辽南省分委→中共辽南省委（1946年6月－1948年7月）
- 中共辽宁省委（1948年8月－1949年5月）
- 中共辽西省委（1948年12月－1949年5月）
- 中共旅大区委（1949年2月－1950年12月）
- 中共吉合区委（1945年10月－11月）
- 中共吉林省工委→中共吉辽省委→中共吉林省委和中共吉辽省委吉林、吉东、辽北、通化分省委（1945年11月－1949年9月）
- 中共辽北省工委→中共辽北省委（1945年10月－1946年1月）
- 中共辽西省委（1945年12月－1946年6月）
- 中共辽吉省委→中共辽北省委（1946年6月－1949年5月）
- 中共吉江省委（1946年1月－3月）
- 中共嫩南区委（1946年3月－5月）
- 中共嫩江省工委→中共黑龙江省工委→中共黑龙江省委（1945年10月－1947年1月）
- 中共嫩江省工委→中工嫩江省委（1945年11月－1947年1月）
- 中共中央西满分局直属黑嫩省各地（市）委
  - 西满第一（北安）地委（1947年1月－9月）
  - 西满第二（嫩江）地委（1947年1月－9月）
  - 西满第三（龙南）地委（1947年1月－9月）
  - 西满第四（三肇）地委（1947年1月－9月）
  - 西满第五（黑河）地委（1947年1月－9月）
  - 齐齐哈尔市委（1947年1月－9月）
- 中共黑龙江省委（1947年9月－1949年5月）
- 中共嫩江省委、白城子分委（1947年9月－1949年5月）
- 中共滨江地区工委→中共松江省工委→中共松江省委（1945年10月－1949年5月）
- 中共合江省工委→中共合江省委（1945年11月－1949年5月）
- 中共绥宁省委→中共绥宁分省委（1946年4月－10月）
- 中共牡丹江省委（1947年8月－1948年7月）
- 中共东蒙工委→中共兴安省工委、兴安省分工委（1946年4月－1947年5月）
- 中共内蒙古委员会（1946年9月－1947年5月）
- 内蒙古共产党工委（1947年5月－1949年12月）
- 中共沈阳市委（1945年10月－11月）
- 中共沈阳特别市工委→中共沈阳市委（1948年11月－1949年9月）
- 中共长春市委（1946年4月－5月）
- 中共长春特别市委→中共长春市委（1948年10月－1949年5月）
- 中共哈尔滨市委→中共哈尔滨特别市委→中共哈尔滨市委（1945年11月－1949年4月）
- 中共鞍山、抚顺、本溪市委（1949年5月－9月）
- 中共中央东北局及北满、西满、辽东（南满）、冀察热辽分局直属地（市、中心县）委、工委
  - 辽西地委（1945年9月－1946年1月）
  - 牡丹江地委（1945年9月－1946年4月；1946年10月－1947年8月）
  - 哈北地委（1946年3月－6月）
  - 旅大地委（1946年12月－1949年2月）
  - 纳文慕仁盟工委（1946年6月－）
  - 呼伦贝尔地区工委（1946年9月－1947年7月）
  - 沈阳市工委（1948年8月－11月）
  - 大连市工委→大连市委（1945年10月－1946年6月）
  - 长春市工委（1948年2月－10月）
  - 锦州市委（1948年10月－1949年1月）
  - 泰来中心县委（1946年2月－）
  - 延方通中心县委（1946年2月－4月）

华东、华中地区
- 中共胶东区委（1945年10月－1950年5月）
- 中共渤海区委（1945年10月－1950年5月）
- 中共鲁南区委（1945年10月－1948年7月）
- 中共鲁中区委（1945年10月－1948年7月）
- 中共鲁中南区委（1948年7月－1950年5月）
- 中共滨海区委（1945年10月－1946年7月）
- 中共济南、潍坊特别市委（1945年8月－1949年9月）
- 中共中央华东局、山东分局直属地（市）委、工委
  - 滨海地委（1946年7月－1948年7月）
  - 昌潍地委（1948年7月－1949年9月）
  - 青岛市委、青岛市工委、青岛市委（1945年10月－1949年9月）
  - 徐州市委（1948年12月－1949年4月）
  - 芜湖市委（1949年5月－8月）
  - 淮南工委（1947年3月－1948年2月）
- 中共苏中区委（1946年8月－1947年11月）
- 中共苏北区委（1947年3月－11月）
- 中共淮南苏皖边区委（1945年10月－1946年9月）
- 中共淮南区委（1948年2月－6月）
- 中共江淮区委（1948年5月－1949年4月）
- 中共安徽省委（1949年2月－4月）
- 中共浙东工委→中共浙东临时工委（1947年1月－1949年5月）
- 中共福建省委→中共闽浙赣区委→中共闽浙赣省委（1945年9月－1949年8月）
- 中共赣东北区委（1949年5月－9月）
- 中共中央华东局、华中分局直属皖南地委（1946年2月－1949年5月）
- 中共上海市委（1945年8月－1949年5月）
- 中共中央华中分局、中共华中工委直属地（特、市）委、工委
  - 苏皖区第一地委→华中第一地委（1945年10月－1946年8月；1947年11月－1949年4月）
  - 华中第二地委（1945年12月－1946年8月；1947年11月－1949年4月）
  - 华中第五地委（1945年12月－1947年3月；1947年11月－1949年4月）
  - 华中第六地委（1945年11月－1947年3月；1947年11月－1949年4月）
  - 华中第七地委（1945年10月－1946年11月；1947年4月－1948年5月）
  - 华中第八地委（1945年10月－1946年12月）
  - 华中第九地委（1947年11月－1949月4月）
  - 华中第十地委（1947年11月－1948年5月）
  - 皖西工委（1945年10月－1947年9月）
  - 淮南工委（1946年12月－1947年3月）
  - 苏浙皖特委→苏浙皖边区工委（1945年10月－1947年5月）
  - 淮北盐区特委→两淮盐场特区委→淮北盐区特委（1946年11月－1947年5月；1947年11月－1949年4月）
  - 苏常太工委（1947年11月－1948年8月）
  - 澄锡虞工委（1947年11月－1948年8月）
  - 浙南特委（1945年10月－1947年5月）
  - 南京市委（1946年4月－1947年1月）
  - 清江市委（1945年11月－1946年2月）
  - 两淮市委（1948年12月－1949年3月）
  - 宁波工委（1946年2月－1947年1月）
  - 皖南山地中心县委（1945年10月－1946年2月）
  - 沿江中心县委（1945年10月－1946年2月）
- 中共中央上海分局→中共中央上海局直属市委或工委
  - 南京市委（1947年1月－1949年4月）
  - 杭州市委（1949年3月－5月）
  - 杭州市工委（1946年3月－1949年2月）
  - 淞沪工委（1945年10月－1948年3月；1948年5月－1949年5月）
  - 杭嘉湖工委（1948年1月－3月）
  - 淞沪杭嘉湖工委（1948年3月－5月）
  - 宁波工委（1948年1月－6月）
- 中共鄂东区委（1945年9月－1946年6月）
- 中共江汉区委（1945年8月－1946年8月）
- 中共河南（桐柏）区委（1945年10月－1946年1月）
- 中共鄂西北区委（1946年8月－1947年2月）
- 中共豫鄂陕边区委（1946年9月－1947年7月）
- 中共皖西区委（1947年11月－1949年4月）
- 中共江汉区委（1947年12月－1949年5月）
- 中共桐柏区委（1947年12月－1949年2月）
- 中共太岳前委、中共豫陕鄂后方工委（1947年7月－1948年6月）
- 中共豫西区委（1948年6月－1949年3月）
- 中共陕南工委（1948年6月－1950年1月）
- 中共豫皖苏边区委（1946年12月－1948年6月）
- 中共湖北省工委、中共武汉市委（1947年10月－1949年5月）
- 中共鄂豫皖中央局、中共中央中原局和中共中央豫皖苏分局直属地（市）委或工委
  - 豫南地委（1946年1月－6月）
  - 豫东南地委（1946年3月－6月）
  - 鄂豫皖（鄂皖）地委（1946年7月－12月）
  - 豫皖苏边区第一地委（1948年6月－1949年2月）
  - 豫皖苏边区第二地委（1948年6月－1949年2月）
  - 豫皖苏边区第三地委（1948年6月－1949年2月）
  - 豫皖苏边区第四地委（1948年6月－1949年2月）
  - 豫皖苏边区第五地委（1948年6月－1949年2月）
  - 豫皖苏边区第六地委（1948年6月－1949年2月）
  - 豫皖苏边区第七地委（1948年6月－1949年2月）
  - 豫皖苏边区第八地委（1948年6月－1949年2月）
  - 豫鄂边工委（1946年7月－11月）
  - 豫东南工委（1947年8月－11月）
  - 鄂中地委（1945年9月－11月）
  - 豫鄂陕边区第一地委（1946年8月－9月）
  - 豫鄂陕边区第二地委（1946年8月－9月）
  - 豫鄂陕边区第三地委（1946年8月－9月）
  - 豫鄂陕边区第四地委（1946年8月－9月）
  - 皖西工委（1947年9月－11月）
  - 沙河城市工委（1948年6月－1949年2月）
  - 开封特别市委→开封市委（1948年11月－1949年2月）
  - 商丘市委员会（1948年11月－1949年3月）
- 中共台湾省工委（1945年－1952年）[8]

西南、华南地区
- 中共湖南省工委（1945年8月－1949年8月）
- 中共四川省委（1946年4月－1947年3月）
- 中共川康特委（1947年8月－1950年1月）
- 中共川东临时工委、中共川东特委（1947年11月－1949年11月）
- 中共川北工委（1948年春－1949年12月）
- 中共贵州省工委（1949年2月－11月）
- 中共云南省工委（1945年8月－1949年7月）
- 中共粤桂边工委（1947年5月－11月）
- 中共桂滇（桂滇黔）边工委、工委前委（1947年11月－1949年7月）
- 中共滇桂黔边区委（1949年8月－1950年2月）
- 中共广东区委（1945年7月－1948年5月）
- 中共琼崖特委→中共琼崖区委（1946年10月－1950年5月）
- 中共闽粤边临委、中共闽粤边工委→中共闽粤赣边区工委（1945年11月－1949年9月）
- 中共粤桂边区委（1948年6月－1949年12月）
- 中共广南分委→中共粤中分委→中共粤中临时区委（1948年6月－1949年11月）
- 中共粤桂湘边（西江）工委（1947年7月－1949年11月）
- 中共粤赣湘边区委（1948年5月－1950年3月）
- 中共港粤工委→中共香港工委→中共香港临时工委（1946年6月－1949年）
- 中共广西省工委（1945年8月－1947年7月）
- 中共香港（港粤）城工委（1947年5月－1949年）
- 中共中央香港分局→华南分局直属桂柳区工委、广西省农工委（1947年7月－1949年12月）
- 中共中央南方局、重庆局、香港分局直属特（市、地、中心县）委、工委
  - 川康特委（1945年8月－1946年4月）
  - 重庆市委（1945年8月－1946年4月）
  - 南充工委（1945年9月－1946年4月）
  - 川南地方工委（1946年1月－4月）
  - 川北第二工委（1946年3月－4月）
  - 巴县中心县委（1945年8月－1946年4月）
  - 万县中心县委（1945年8月－1946年4月）
  - 珠江三角洲地方工委（1948年6月－12月）

## 中华人民共和国成立至文革时期（1949年－1976年）
1949年10月1日中华人民共和国成立，中国共产党成为执政党。1956年中共八大党章规定了地方党组的职权，并规定了省、自治区、直辖市和自治州委员会每届任期为3年，县、自治县、市委员会每届任期为2年。1967年文化大革命发动后，各地党委纷纷被夺权，革命委员会相继成立。
在此期间，中共中央、中央局、中央分局直属的地方组织包括：
- 中共北平市委→中共北京市委、中共北京市革委会核心小组→中共北京市委（1948年12月－1976年10月）
- 中共天津市委、中共天津市革委会核心小组→中共天津市委（1948年12月－1958年6月；1967年1月－12月；1970年4月－1976年10月）
- 中共河北省委、中共河北省革委会核心小组→中共河北省委（1949年7月－1967年1月；1968年3月－1976年10月）
- 中共山西省委、中共山西省核心小组→中共山西省革委会核心小组→中共河北省委（1949年8月－1967年1月；1967年2月－1976年10月）
- 中共平原省委（1949年8月－1952年11月）
- 中共热河省委（1949年10月－1955年12月）
- 中共察哈尔省委（1949年10月－1952年11月）
- 中共绥远省委（1949年6月－1952年8月）
- 中共中央内蒙古分局直属中共内蒙古东部区委（1949年11月－1955年5月）
- 中共内蒙古自治区委、中共内蒙古自治区革委会核心小组→中共内蒙古自治区前指领导小组→中共内蒙古自治区委（1955年7月－1967年1月；1968年2月－1976年10月）
- 中共沈阳市委（1953年3月－1954年7月）
- 中共旅大市委（1953年3月－1954年7月）
- 中共鞍山市委（1953年3月－1954年7月）
- 中共抚顺市委（1953年3月－1954年7月）
- 中共本溪市委（1953年3月－1954年7月）
- 中共辽东省委（1949年5月－1954年8月）
- 中共辽西省委（1949年5月－1954年8月）
- 中共辽宁省委、中共辽宁省革委会核心小组→中共辽宁省委（1954年8月－1967年1月；1970年3月－1976年10月）
- 中共长春市委（1953年7月－1954年8月）
- 中共吉林省委、中共吉林省革委会核心小组→中共吉林省委（1949年10月－1967年1月；1970年3月－1976年10月）
- 中共哈尔滨市委（1953年8月－1954年7月）
- 中共松江省委（1949年5月－1954年7月）
- 中共黑龙江省委、中共黑龙江省革委会核心小组→中共黑龙江省委（1949年5月－1967年1月；1970年3月－1976年10月）
- 中共上海市委（1949年5月－1967年1月；1971年1月－1976年10月）
- 中共南京市委（1949年5月－1952年11月）
- 中共苏南区委（1949年4月－1952年11月）
- 中共苏北区委（1949年4月－1952年11月）
- 中共江苏省委、中共江苏省革委会核心小组→中共江苏省委（1952年11月－1967年1月；1970年3月－1976年10月）
- 中共浙江省委、中共浙江省革委会核心小组→中共浙江省核心小组→中共浙江省委（1949年5月－1967年1月；1968年3月－1976年10月）
- 中共皖北区委（1949年4月－1952年1月）
- 中共皖南区委（1949年5月－1952年1月）
- 中共安徽省委、中共安徽省革委会核心小组→中共安徽省委（1952年1月－1967年1月；1969年11月－1976年10月）
- 中共福建省委、中共福建省革委会核心小组→中共福建省委（1949年6月－1967年5月；1970年4月——1976年10月）
- 中共江西省委、中共江西省革委会核心小组→中共江西省委（1949年6月－1967年1月；1968年1月－1976年10月）
- 中共山东省委、中共山东省革委会核心领导小组→中共山东省委（1954年8月－1967年1月；1969年9月－1976年10月）
- 中共河南省委、中共河南省革委会核心小组→中共河南省委（1949年3月－1967年8月；1969年10月－1976年10月）
- 中共武汉市委（1949年5月－1954年6月）
- 中共湖北省委、中共湖北省革委会核心领导小组→中共湖北省委（1949年5月－1967年1月；1970年3月－1976年10月）
- 中共湖南省委、中共湖南省革委会核心小组→中共湖南省委（1949年3月－1967年8月；1970年4月－1976年10月）
- 中共广州市委（1953年3月－1955年1月）
- 中共中央华南分局直属各区委
  - 琼崖区委→海南岛区委（1949年10月－1955年7月）
  - 粤西区委（1951年4月－1955年7月）
  - 粤东区委（1951年6月－1955年7月）
  - 粤北区委（1952年9月－1955年7月）
  - 粤中区委（1952年11月－1955年7月）
- 中共广东省委、中共广东省革委会核心小组→中共广东省委（1955年7月－1967年3月；1968年2月－1976年10月）
- 中共广西省委→中共广西壮族自治区委、中共广西壮族自治区革委会核心小组→中共广西壮族自治区委（1949年9月－1967年1月；1970年4月－1976年10月）
- 中共重庆市委（1949年12月－1952年6月）
- 中共川东区委（1949年12月－1952年8月）
- 中共川南区委（1949年12月－1952年8月）
- 中共川西区委（1950年1月－1952年8月）
- 中共川北区委（1949年12月－1952年8月）
- 中共西康区委→中共西康省委（1950年1月－1955年9月）
- 中共四川省委、中共四川省革委会核心小组→中共四川省委（1952年9月－1967年1月；1969年12月－1976年10月）
- 中共贵州省委、中共贵州省革委会领导核心小组→中共贵州省核心领导小组→中共贵州省委（1949年11月－1967年2月；1967年12月－1976年10月）
- 中共云南省委、中共云南省革委会核心小组→中共云南省委（1950年2月－1967年1月；1968年9月－1976年10月）
- 中共西藏工委、中共（西北）西藏工委→中共西藏工委→中共西藏自治区委、中共西藏自治区革委会核心小组→中共西藏自治区委（1950年1月－1967年2月；1969年9月－1976年10月）
- 中共西安市委（1953年3月－1954年8月）
- 中共陕西省委、中共陕西省革委会核心小组→中共河北省委（1950年1月－1967年1月；1970年3月－1976年10月）
- 中共甘肃省委、中共甘肃省革委会核心小组→中共甘肃省委（1949年7月－1967年2月；1970年5月－1976年10月）
- 中共青海省委、中共青海省革委会核心小组→中共青海省核心小组→中共青海省委（1949年9月－1967年3月；1967年8月－1976年10月）
- 中共宁夏省委（1949年9月－1954年9月）
- 中共宁夏回族自治区工委→中共宁夏回族自治区委、中共宁夏回族自治区革委会核心小组→中共宁夏回族自治区委（1957年11月－1967年1月；1970年3月－1976年10月）
- 中共中央新疆分局直属区委
  - 喀什区委→南疆区委（1950年1月－1955年9月）
  - 迪化（北疆）区委（1950年1月－1952年2月）
  - 伊犁区委（1950年7月－1952年5月）
- 中共新疆维吾尔自治区委、中共新疆维吾尔自治区革委会核心小组→中共新疆维吾尔自治区委（1955年10月－1967年1月；1970年3月－1976年10月）

## 文革结束至今（1976年至今）
1982年中共十二大修订党章，对的地方组织体作了许多调整，专门列有“党的地方组织”一章，规定了地方组织的地位、职权及产生办法等。其中规定，省、自治区、直辖市、设区的市和自治州代表大会每5年举行一次，县（旗）、自治县、不设区的市和市辖区代表大会每3年举行一次；省、自治区、直辖市、设区的市和自治州委员会每届任期为5年，县（旗）、自治县、不设区的市和市辖区委员会每届任期为3年。十二大党章还规定设立各级纪律检查委员会，同时在各省、自治区、直辖市设立顾问委员会。顾问委员会是中共干部新老交替的过渡机构，1992年中共十四大后不再设立。十四大党章还将县（旗）、自治县、不设区的市和市辖区代表大会改为每5年举行一次，相应的委员会每届任期亦改为5年。

### 职责
根据《中国共产党地方委员会工作条例》，中国共产党地方委员会主要实行政治、思想和组织领导，承担下列职能：
1. 对本地区重大问题作出决策。
2. 通过法定程序使党组织的主张成为地方性法规、地方政府规章或者其他政令。
3. 加强对本地区宣传思想文化工作的领导，牢牢掌握意识形态工作领导权、话语权。
4. 按照干部管理权限任免和管理干部，向地方国家机关、政协组织、人民团体、国有企事业单位等推荐重要干部。
5. 支持和保证人大、政府、政协、法院、检察院、人民团体等依法依章程独立负责、协调一致地开展工作，发挥这些组织中党组的领导核心作用。
6. 加强对本地区群团工作和统一战线工作的领导。
7. 动员、组织所属党组织和广大党员，团结带领群众实现党的目标任务。

### 设置情况
1976年至今，中共中央、中顾委、中纪委下属的地方组织包括：
- 中共北京市委（1976年至今）
  - 中共北京市顾委（1982年－1992年）
  - 中共北京市纪委（1982年至今）
- 中共天津市委（1976年至今）
  - 中共天津市顾委（1983年－1993年）
  - 中共天津市纪委（1983年至今）
- 中共河北省委（1976年至今）
  - 中共河北省顾委（1985年－1993年）
  - 中共河北省纪委（1983年至今）
- 中共山西省委（1976年至今）
  - 中共山西省顾委（1983年－1992年）
  - 中共山西省纪委（1984年至今）
- 中共内蒙古自治区委（1976年至今）
  - 中共内蒙古自治区顾委（1983年－1992年）
  - 中共内蒙古自治区纪委（1983年至今）
- 中共辽宁省委（1976年至今）
  - 中共辽宁省顾委（1983年－1993年）
  - 中共辽宁省纪委（1983年至今）
- 中共吉林省委（1976年至今）
  - 中共吉林省顾委（1983年－1993年）
  - 中共吉林省纪委（1983年至今）
- 中共黑龙江省委（1976年至今）
  - 中共黑龙江省顾委、顾问小组（1983年－1993年）
  - 中共黑龙江省纪委（1983年至今）
- 中共上海市委（1976年至今）
  - 中共上海市顾委（1985年－1992年）
  - 中共上海市纪委（1984年至今）
- 中共江苏省委（1976年至今）
  - 中共江苏省顾委（1984年－1992年）
  - 中共江苏省纪委（1983年至今）
- 中共浙江省委（1976年至今）
  - 中共浙江省顾委（1983年－1993年）
  - 中共浙江省纪委（1983年至今）
- 中共安徽省委（1976年至今）
  - 中共安徽省顾委（1984年－1993年）
  - 中共安徽省纪委（1983年至今）
- 中共福建省委（1976年至今）
  - 中共福建省顾委（1983年－1993年）
  - 中共福建省纪委（1983年至今）
- 中共江西省委（1976年至今）
  - 中共江西省顾委、顾问小组（1985年－1992年）
  - 中共江西省纪委（1985年至今）
- 中共山东省委（1976年至今）
  - 中共山东省顾委（1983年－1993年）
  - 中共山东省纪委（1983年至今）
- 中共河南省委（1976年至今）
  - 中共河南省顾委（1983年－1993年）
  - 中共河南省纪委（1984年至今）
- 中共湖北省委（1976年至今）
  - 中共湖北省顾委（1983年－1993年）
  - 中共湖北省纪委（1983年至今）
- 中共湖南省委（1976年至今）
  - 中共湖南省顾委（1985年－1992年）
  - 中共湖南省纪委（1984年至今）
- 中共广东省委（1976年至今）
  - 中共广东省顾委（1983年－1993年）
  - 中共广东省纪委（1983年至今）
- 中共广西壮族自治区委（1976年至今）
  - 中共广西壮族自治区顾委（1985年－1993年）
  - 中共广西壮族自治区纪委（1984年至今）
- 中共海南省委（1988年至今）
  - 中共海南省纪委（1988年至今）
- 中共重庆市委（1997年至今）
  - 中共重庆市纪委（1997年至今）
- 中共四川省委（1976年至今）
  - 中共四川省顾委（1983年－1993年）
  - 中共四川省纪委（1983年至今）
- 中共贵州省委（1976年至今）
  - 中共贵州省顾委（1982年－1993年）
  - 中共贵州省纪委（1983年至今）
- 中共云南省委（1976年至今）
  - 中共云南省顾委（1983年－1993年）
  - 中共云南省纪委（1983年至今）
- 中共西藏自治区委（1976年至今）
  - 中共西藏自治区顾委、顾问小组（1983年－1995年）
  - 中共西藏自治区纪委（1983年至今）
- 中共陕西省委（1976年至今）
  - 中共陕西省顾委（1983年－1993年）
  - 中共陕西省纪委（1983年至今）
- 中共甘肃省委（1976年至今）
  - 中共甘肃省顾委（1983年－1993年）
  - 中共甘肃省纪委（1983年至今）
- 中共青海省委（1976年至今）
  - 中共青海省顾委（1983年－1993年）
  - 中共青海省纪委（1983年至今）
- 中共宁夏回族自治区委（1976年至今）
  - 中共宁夏回族自治区顾委（1983年－1993年）
  - 中共宁夏回族自治区纪委（1983年至今）
- 中共新疆维吾尔自治区委（1976年至今）
  - 中共新疆维吾尔自治区顾委（1983年－1994年）
  - 中共新疆维吾尔自治区纪委（1984年至今）
- 1992年，撤销中共港澳工委（1978年起[14]），分别成立中共中央香港工作委员会、中共中央澳门工作委员会，与新华社香港分社、澳门分社为一个机构两块牌子。香港、澳门回归后，新华社香港分社、澳门分社分别重组。中共中央香港工作委员会、中共中央澳门工作委员会与新成立的中央人民政府驻香港特别行政区联络办公室、中央人民政府驻澳门特别行政区联络办公室为一个机构两块牌子。